# Cardamine leucantha
Cardamine leucantha är en korsblommig växtart som först beskrevs av Ignaz Friedrich Tausch, och fick sitt nu gällande namn av Otto Eugen Schulz. Cardamine leucantha ingår i släktet bräsmor, och familjen korsblommiga växter.

## Underarter
Arten delas in i följande underarter:
- C. l. leucantha
- C. l. tomentella

## Bildgalleri

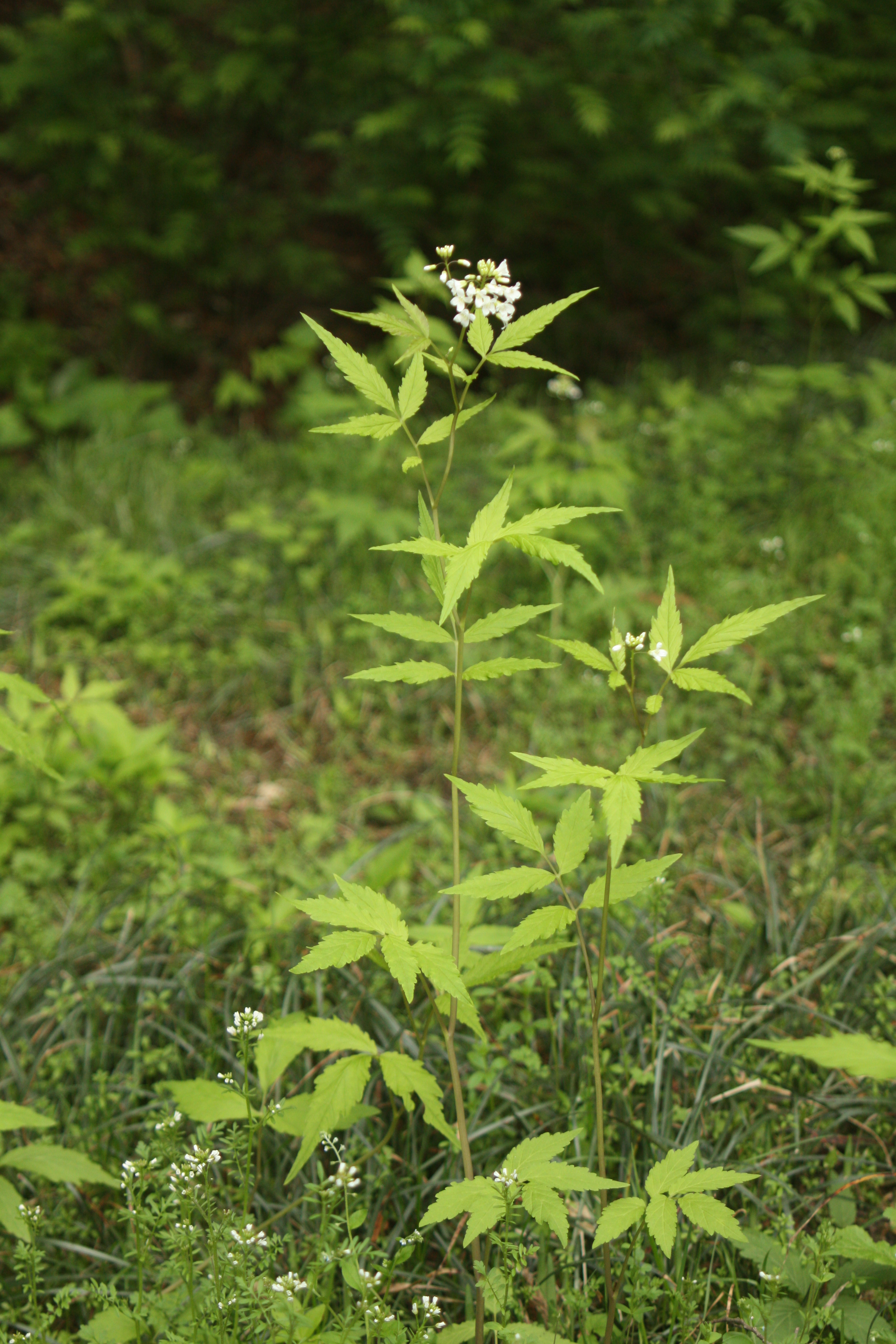
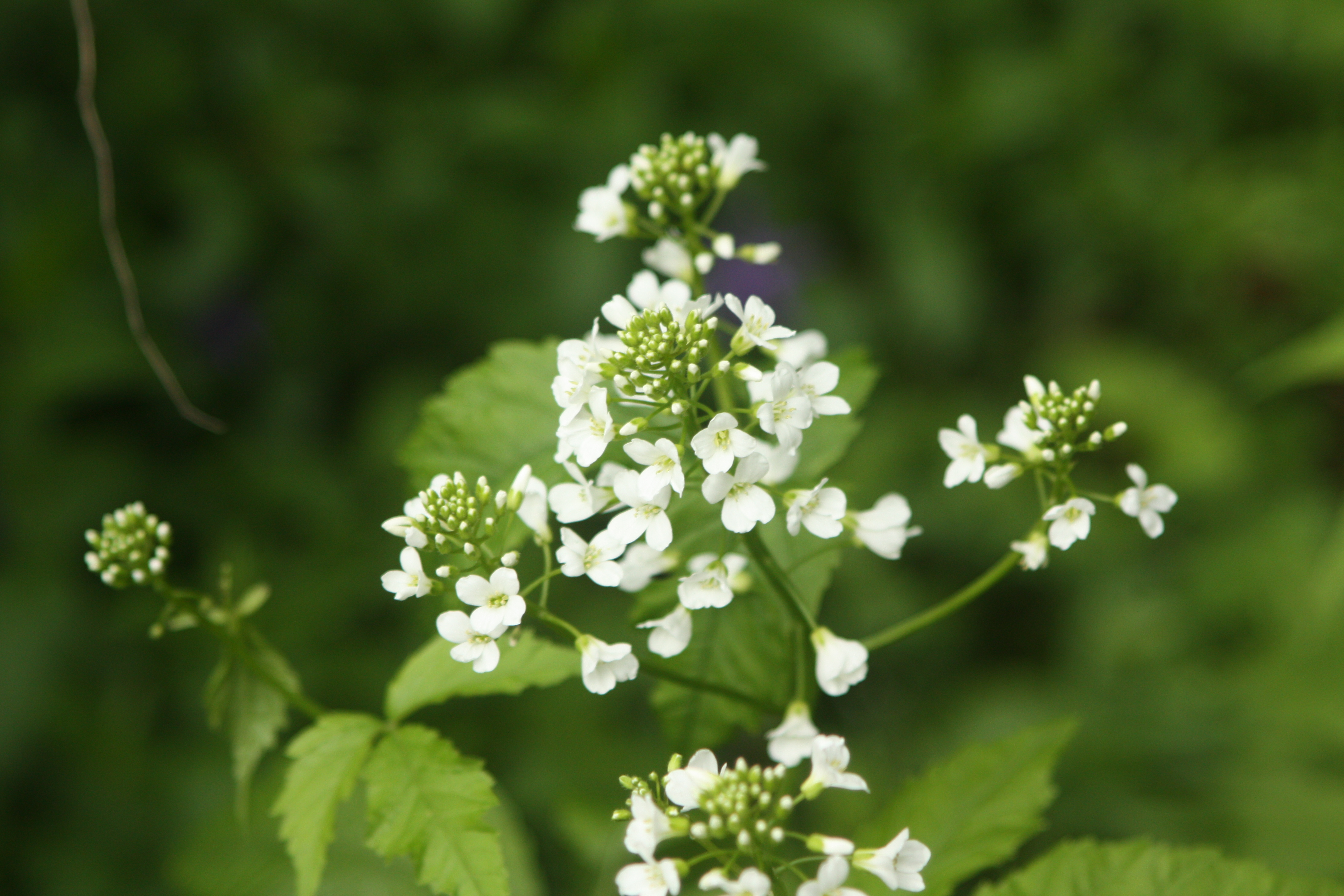
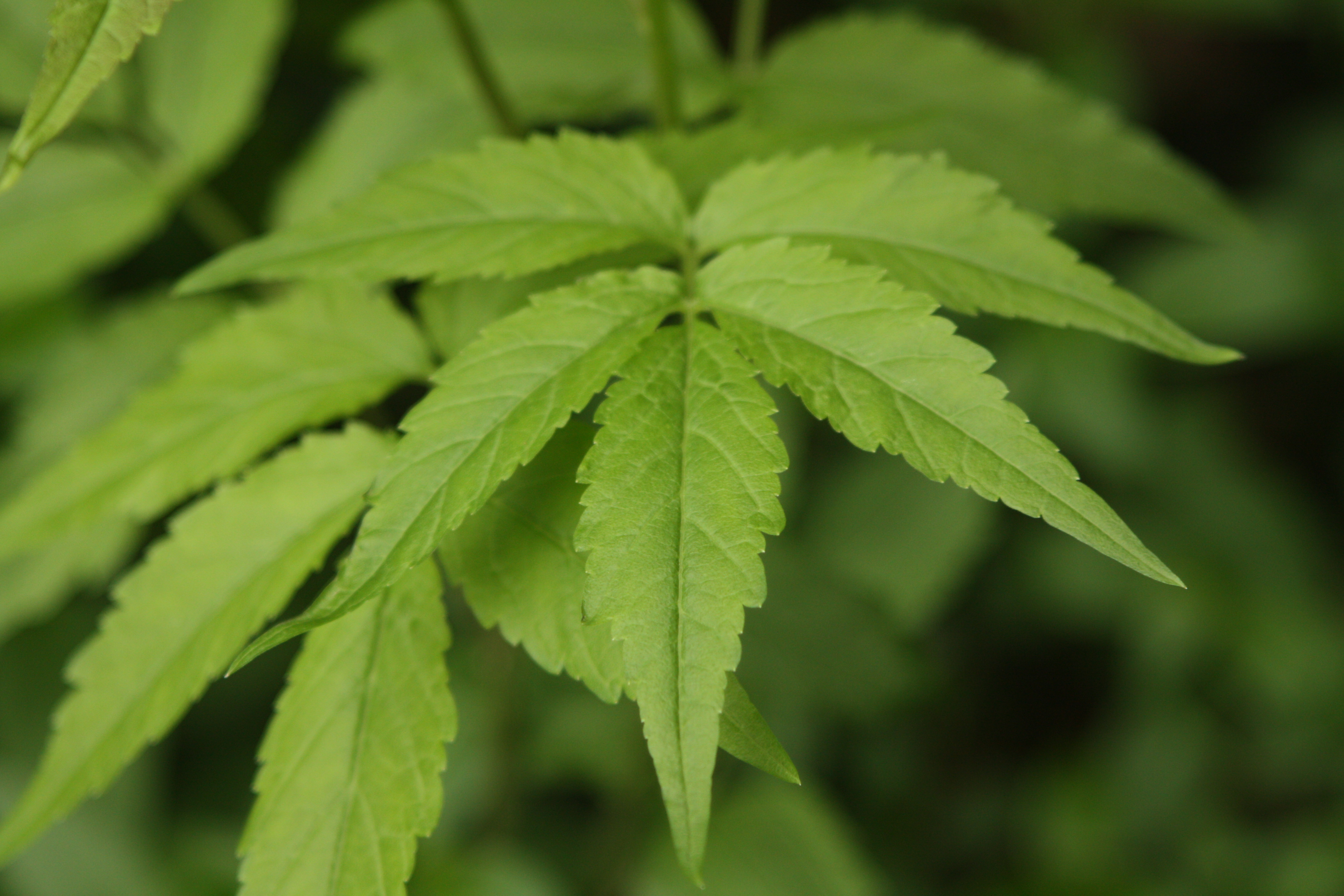
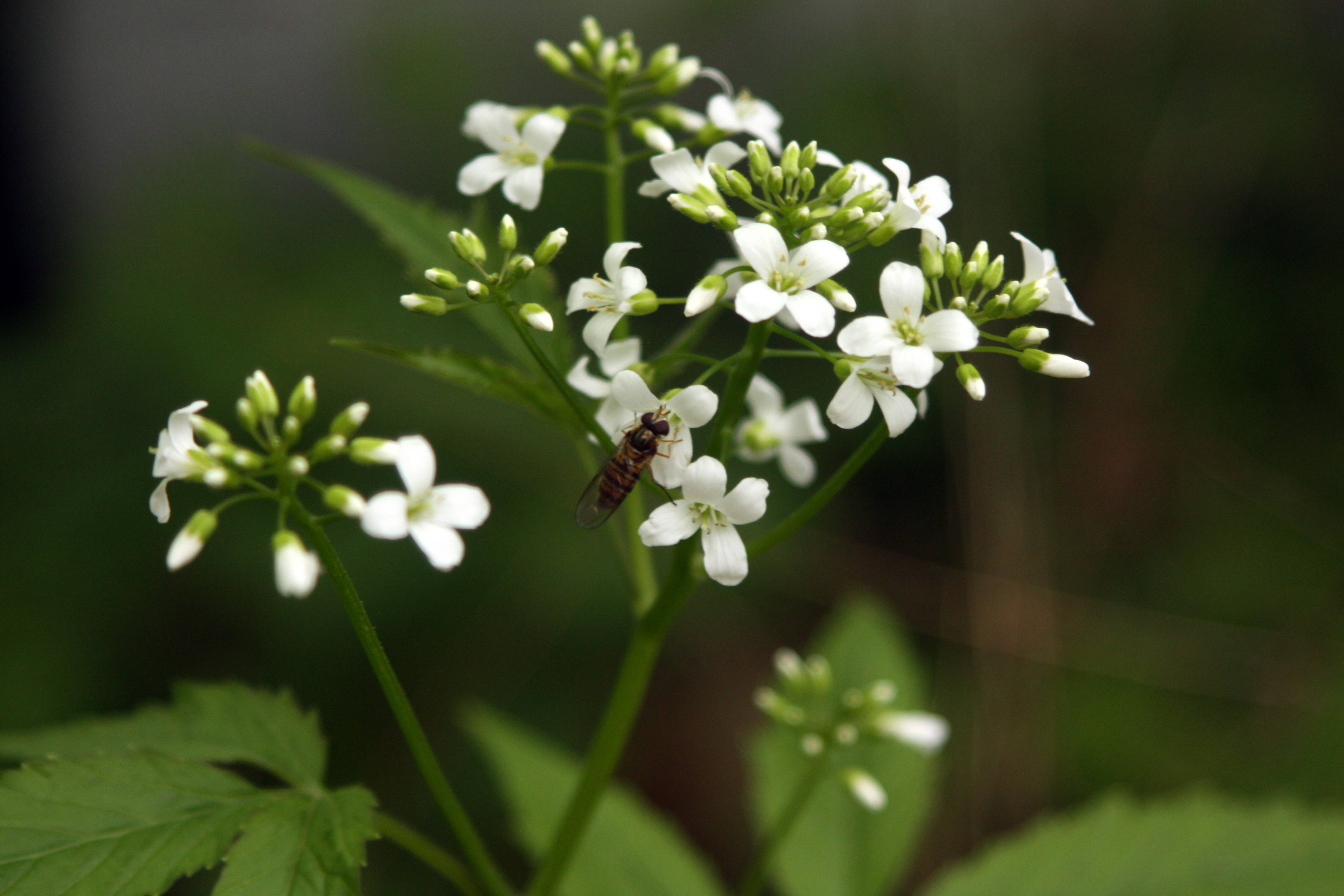
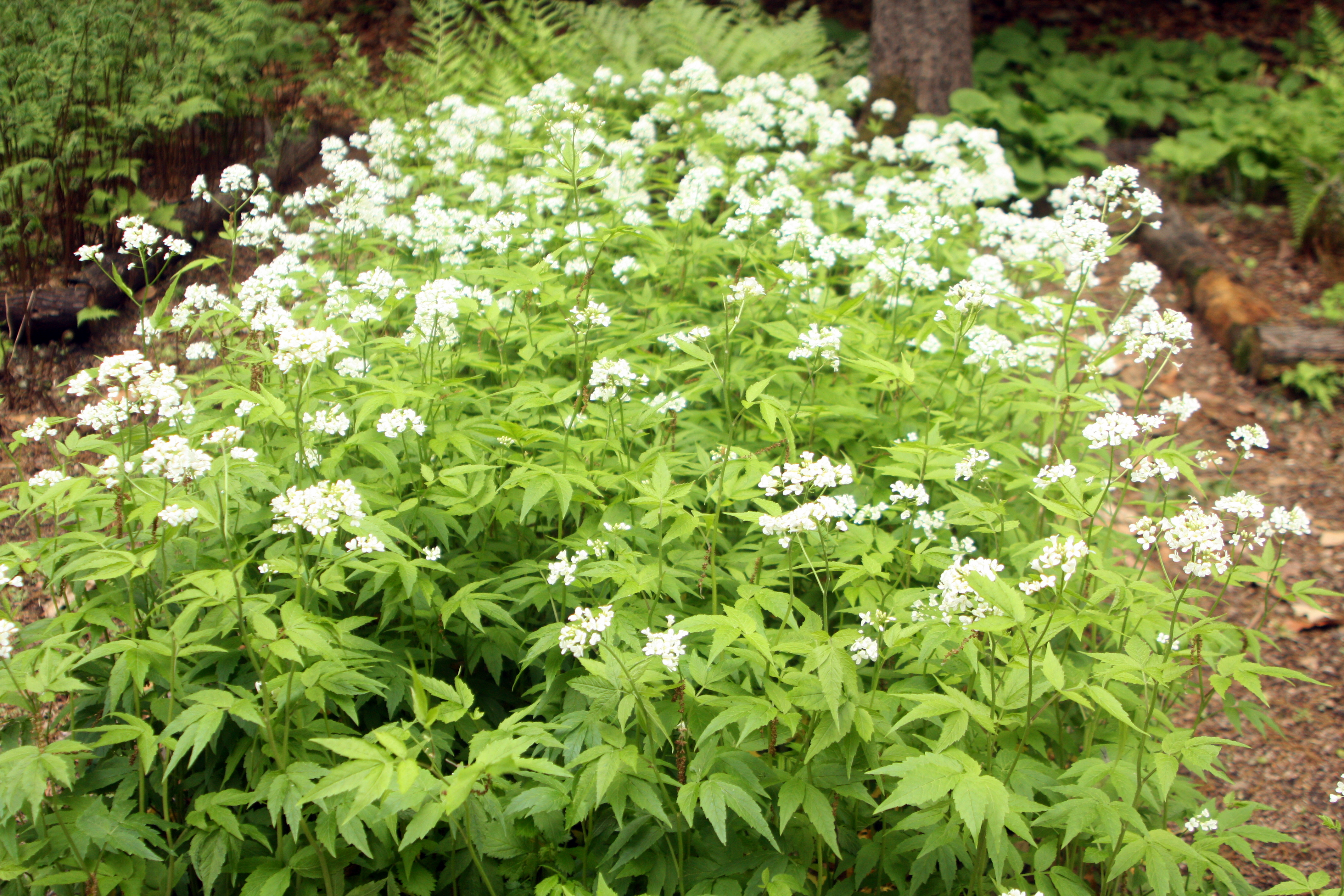